# Orchestre philharmonique de Duisbourg
L’Orchestre philharmonique de Duisbourg (en allemand : Duisburger Philharmoniker) est un orchestre symphonique allemand fondé en 1877.

## Historique
L'Orchestre philharmonique de Duisbourg est fondé en 1877, en tant que « Neue Städtische Kapelle », puis porte le nom de « Duisburger Sinfoniker » jusqu'en 2001.
La formation assure une saison symphonique à Duisbourg et participe aux productions lyriques et chorégraphiques du Deutsche Oper am Rhein.

## Directeurs musicaux
Comme directeurs musicaux de l'orchestre se sont succédé :
- Hermann Brandt (1877-1893) ;
- Walter Josephson (1899-1920) ;
- Paul Scheinpflug (en) (1920-1928) ;
- Eugen Jochum (1930-1932) ;
- Otto Volkmann (1933-1945) ;
- Richard Hillenbrand (1945-1946) ;
- Georg Ludwig Jochum (1946-1970) ;
- Walter Weller (1971-1972) ;
- Miltiades Caridis (1975-1981) ;
- Lawrence Foster (1982-1987) ;
- Alexander Lazarev (1988-1993) ;
- Bruno Weil (1994-2002) ;
- Jonathan Darlington (2002-2011) ;
- Giordano Bellincampi (en) (2012-2017) ;
- Axel Kober (en) (depuis 2019).

## Créations
L'Orchestre philharmonique de Duisbourg est le créateur de plusieurs œuvres, de Jürg Baur (en) (Musik für Orchester, 1954 ; Piccolo mondo, 1963 ; Duisburg-Sinfonie « Pathetica », 1983 ; Frammenti, Erinnerungen an Franz Schubert, 1997), Benjamin Britten (Rothschilds Geige, opéra d'après Tchekhov complété et orchestré par Dmitri Chostakovitch, 1984), Wilfried Maria Danner (de) (Les Couleurs de la nuit, 1985), Diether de la Motte (en) (Echo-Konzert pour violoncelle et orchestre, 1976 ; Concerto pour orchestre no 2, 1980), Harald Genzmer (Der Zauberspiegel, suite de ballet, 1966), Paul Hindemith (Konzert für Orchester, op. 38, 1925), Karl Höller (Petite Symphonie, 1966 ; Concerto grosso pour deux violons et orchestre, 1966 ; Sonate für Orchester, 1967), Mauricio Kagel (Broken Chords, pour le 125e anniversaire de l'orchestre, 2002), Giselher Klebe (Symphonie no 5, pour le centenaire de l'orchestre, 1977 ; Concerto pour orgue, 1980), Günter Raphael (Sinfonia breve, 1950), Wolfgang Rihm (Concerto pour piano, 1991), Richard Strauss (« Das Tal », 1903) et Manfred Trojahn (Vier Orchesterstücke, 2003), notamment.